# Dhërmi
Dhërmi (in greco Δρυμάδες?, Drymades) è un villaggio del comune di Himara nella prefettura di Valona, sito alle pendici dei monti Acrocerauni sulla riva ionica, lungo la strada statale 8 tra Saranda e Valona.

## Geografia fisica
Dhërmi è situato nella porzione sud-occidentale dell'Albania alle pendici dei monti Acrocerauni sul mar Ionio.

## Monumenti e luoghi d'interesse

### Architetture civili
- Casa natale di Petro Marko

### Architetture religiose
- Chiesa di Sant'Anastasio, nata come chiesa greco-cattolica albanese nelle missioni italo-albanesi, divenuta poi ortodossa e distrutta nel periodo comunista, e infine ricostruita dallo stato albanese dal 2015 con protesta dei filo-ellenici[1].
- Chiesa di San Caralampo
- Chiesa di San Demetrio
- Chiesa di San Spiridone
- Monastero di Santa Maria